# Bartók István (orvos, 1845–1889)
Bartók István (Székelyudvarhely, 1845. július 4. – Kolozsvár, 1889. augusztus 25.) orvostudor, polgáriskolai tanár.

## Élete
Atyja megyei orvos volt; a tizenhárom évesen árván maradt fiút nagybátyja, Dr. Bartók Zsigmond, radnai kincstári orvos fogadta örökbe. Iskoláit az ótordai unitárius gimnáziumban kezdte 1852-ben és a kolozsvári unitárius főgimnáziumban végezte be 1859-ben. 1864-ben a bécsi egyetemre ment, hol 1870. március 11-én orvosdoktorrá avatták. 1871-ben az egyéves önkéntesi szolgálatot Bécsben teljesítette; azután Szilágysomlyóra ment gyakorló orvosnak.
1872-ben Kolozsváron polgári iskolai tanár lett, 1874-től az unitárius főiskolában, 1877-ben a kereskedelmi akadémián tanított természetrajzot. Emellett az unitárius kollégium kórházának és a Mária Valéria Árvaháznak lett az orvosa, és háziorvosi praxist folytatott.
Nevelési és dietetikai értekezései a Család és Iskolában jelentek meg, melynek rendes rovatvezetője volt. Orvosi tárgyú cikkeket írt a Keresztény Magvetőbe (1881, 1883, 1885–87), felolvasásokat tartott a Dávid Ferenc Egyletben. Szakkönyvtárát és orvosi műszergyűjteményét az unitárius főiskolára hagyta.